# Kościół Wniebowzięcia Najświętszej Maryi Panny w Parysowie
Kościół Wniebowzięcia Najświętszej Maryi Panny w Parysowie – rzymskokatolicki kościół parafialny należący do dekanatu Garwolin diecezji siedleckiej.
Obecna świątynia murowana została wybudowana w latach 1914-1925 w stylu neobarokowym z elementami eklektycznymi dzięki staraniom księży proboszczów: Władysława Wachowicza, Michała Beneta i Franciszka Dąbrowskiego. Zaprojektowana została przez architektów: Stefana Szyllera i Zygmunta Zdańskiego. Budowla została konsekrowana przez biskupa pomocniczego siedleckiego Czesława Sokołowskiego.
Najcenniejszy zabytek kościoła to nastawa ołtarza głównego, reprezentująca styl późnorenesansowy, pochodząca z pierwszej połowy XVII wieku. W 1947 roku gruntownie ją odrestaurowano po zniszczeniach wojennych. Ołtarz został wtedy podwyższony o cokół. Ołtarz jest pozłacany i reprezentuje typ architektoniczny. Jest ozdobiony ornamentami kaboszonowymi, okuciowymi i rewolwerkowymi. W konchowo zakończonych wnękach ołtarza są umieszczone rzeźby świętych biskupów Stanisława i Wojciecha oraz św. Jana Ewangelisty i św. Józefa z Dzieciątkiem. Z lewej i prawej strony zakończenia ołtarza, w owalnych polach, znajdują się obrazy św. Franciszka i św. Teresy Wielkiej. W ołtarzu jest umieszczony obraz Matki Bożej Parysowskiej, namalowany na desce w XVII stuleciu, posiadający późniejsze przemalowania z XVIII wieku. Obraz przedstawia Matkę Bożą z Dzieciątkiem w formie obrazu z Jasnej Góry – głowa Matki Bożej jest lekko zwrócona w stronę Dzieciątka. Obraz znajduje się w świątyni od okresu między 1629 a 1655 rokiem.